# Carios camicasi
Carios camicasi är en fästingart som beskrevs av Sylla, Cornet och Marchand 1997. Carios camicasi ingår i släktet Carios och familjen mjuka fästingar.
Artens utbredningsområde är Senegal. Inga underarter finns listade.